# Pampelonne
Pampelonne – miejscowość i gmina we Francji, w regionie Oksytania, w departamencie Tarn. Przez gminę przepływa rzeka Viaur. 
Według danych na rok 1990 gminę zamieszkiwało 715 osób, a gęstość zaludnienia wynosiła 20 osób/km² (wśród 3020 gmin regionu Midi-Pireneje Pampelonne plasuje się na 458. miejscu pod względem liczby ludności, natomiast pod względem powierzchni na miejscu 211.).